# 常州詞派
常州詞派是清代中葉以后的重要词派。
清初詞風以浙西词派為主﹐詞宗姜夔、张炎。到了清中后期，浙派词內容更趋空虚狭窄。後有常州人張惠言提出“比興寄託”，主张“意内言外”，較之浙派追求“清空醇雅”﹐顯然高出一籌。張惠言於嘉慶二年（1797年）刊刻《词选》，多选辛弃疾﹑张孝祥﹑王沂孫之詞。《词选》编成后，又附黄景仁、左輔、惲敬、钱季重、李兆洛、丁履恒、陆继辂七家作品。郑抡元又补金应瑊、金式玉，与张惠言及其弟张琦一起补入七家之後，常州派因此得名。人稱張惠言是常州詞派始祖。周济常與張惠言的外甥董士錫論詞，繼而发扬张惠言的词学理论，“論詞則多獨到之語”，提出“寄托说”，周济長年在江苏、山东各地為官，对社会变乱及民生疾苦，感受颇深。张惠言作品已及於社会内容，周济則作出更详细的阐述，並編選《宋四家詞選》，推重周邦彥、辛棄疾、吳文英、王沂孫四家，奠定了常州词派的重要地位，晚清四大家譚獻﹑王鵬運﹑朱孝臧﹑況周頤也是常州詞派健將，影响甚至及於民初。